# マティアジュ・ズパン
マティアジュ・ズパン（Matjaž Zupan、1966年9月27日 - ）はスロベニア出身の元スキージャンプ選手で1987年から1994年にかけユーゴスラビア及びスロベニア代表として国際大会で活躍した。現在はスキージャンプ指導者。

## プロフィール
1987年のノルディックスキー世界選手権（西ドイツ・オーベルストドルフ）で90m級個人4位入賞。
1988年カルガリーオリンピックで団体銀メダルを獲得した。
スキージャンプ・ワールドカップでは2位に入ったことが1回ある。
また、1989年と1992年にスロベニア選手権優勝。
1994年現役を引退、コーチとなる。
最初はオーストリアナショナルチームにてハインツ・コッホチーフコーチの元でコーチとして活動した。1999/2000シーズンからスロベニアナショナルチームのコーチとなり多くの選手を育てた。2003/04シーズンのペテル・ジョンタの活躍や2005年の世界選手権団体銀メダル、及びロク・ベンコビッチの優勝など優秀な成果をあげた。
ズパンは2005/06シーズンチーフコーチとしてチームに残ることを蹴り、後任にバジャ・バイツが就任した。
その後2年間チェコのBチームを指導していたが、2008年4月にバイツの後任アリ＝ペッカ・ニッコラと交代し、スロベニアナショナルチームのチーフコーチに就任した。